# يوهان كافالي
يوهان كافالي (12 سبتمبر 1981 بأجاكسيو في فرنسا - ) (بالفرنسية: Johan Cavalli)‏ هو لاعب كرة قدم فرنسي في مركز الوسط. شارك مع منتخب فرنسا تحت 16 سنة لكرة القدم ومنتخب فرنسا تحت 17 سنة لكرة القدم ومنتخب فرنسا تحت 18 سنة لكرة القدم ومنتخب كورسيكا لكرة القدم. أما مع النوادي، فقد لعب مع ريال مايوركا ونادي أجاكسيو ونادي إستر ونادي كريتيل ونادي لوريان ونادي مونز ونادي نانت ونادي واتفورد ونيم أولمبيك.

## وصلات خارجية
- يوهان كافالي على موقع قاعدة بيانات كرة القدم.إي يو (الإنجليزية)
- يوهان كافالي على موقع ليكيب (الفرنسية)
- يوهان كافالي على موقع Soccerbase.com (لاعب) (الإنجليزية)
- يوهان كافالي على موقع Soccerway.com (الإنجليزية)
- يوهان كافالي على موقع عالم كرة القدم.نت (الإنجليزية)